# پادشاهی مای‌سیمز
پادشاهی مای‌سیمز (به انگلیسی: MySims Kingdom) یک بازی ویدئویی منتشر شده توسط شرکت الکترونیک آرتز است. این بازی در تاریخ ۲۸ اکتبر ۲۰۰۸ عرضه شده و سازنده آن ای‌ای ردوود شورز است.